# (4032) Чаплыгин
(4032) Чаплыгин (лат. Chaplygin) — типичный астероид главного пояса, открыт 22 октября 1985 года советским астрономом Людмилой Журавлёвой в Крымской астрофизической обсерватории и 19 октября 1994 года назван в честь российского и советского механика и математика Сергея Чаплыгина.

## Обнаружение и именование
(4032) Чаплыгин
Открыт 22 октября 1985 года в Научном Л. В. Журавлёвой.
Назван в память о выдающемся специалисте в области теоретической механики Сергее Алексеевиче Чаплыгине (1869—1942), одного из основоположников аэродинамики. В честь Чаплыгина также назван лунный кратер.
Оригинальный текст (англ.)4032 Chaplygin
Discovered 1985-10-22 by Zhuravleva, L. at Nauchnyj.
Named in memory of Sergej Alexeevich Chaplygin (1869—1942), a notable expert in theoretical mechanics. He was one of the founders of the aerodynamics. Chaplygin is also honored by a lunar crater.
Источники: DISCOVERY.DB; M.P.C. 24121.

## Орбита

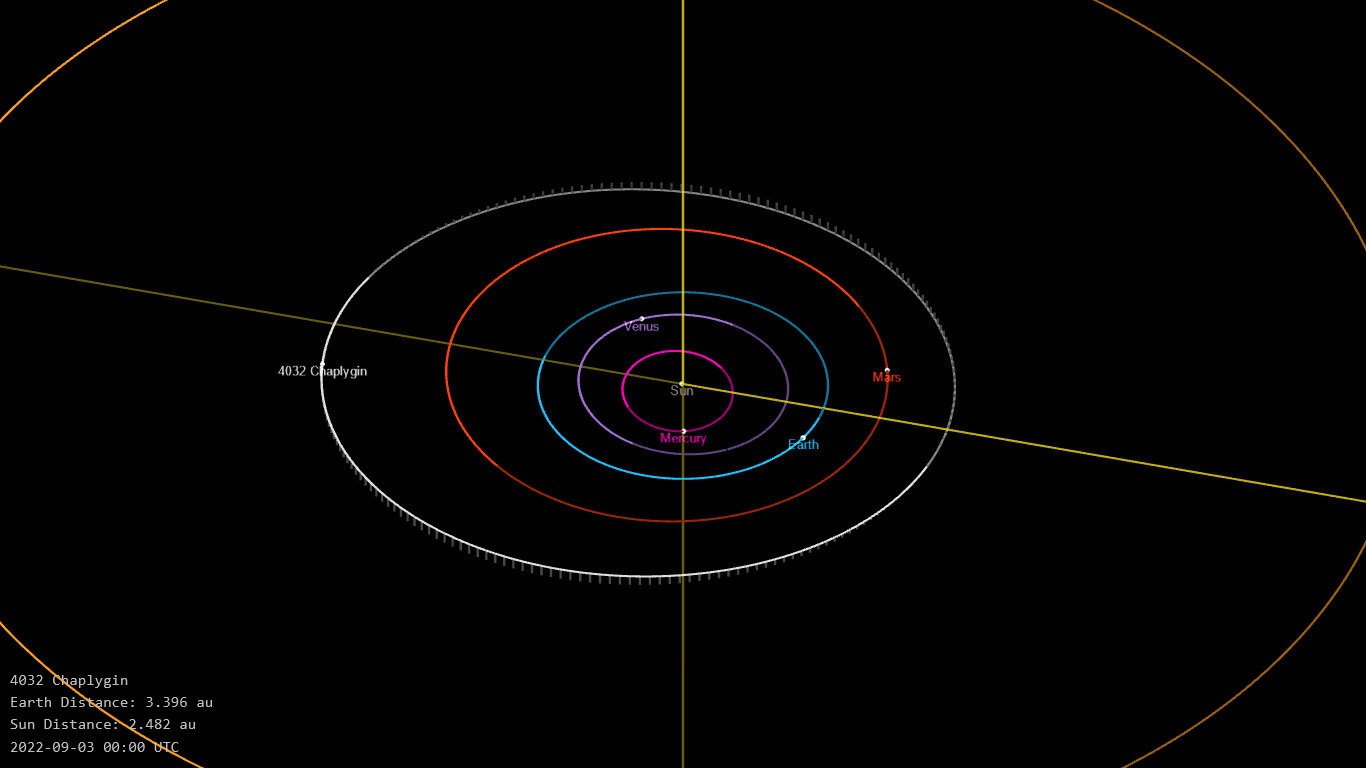
Орбита астероида Чаплыгин и его положение в Солнечной системе

## Физические характеристики
Астероид относится к таксономическому классу S.
По результатам наблюдений в видимом и ближнем инфракрасном диапазоне космического телескопа NEOWISE диаметр астероида оценивался равным 4,532±0,296 км и 3,75±0,92 км. Согласно тем же источникам альбедо оценивается как 0,1639±0,0153, 0,28±0,13 и 0,164±0,015.